# Пери (Охајо)
Пери (енгл. Perry) град је у америчкој савезној држави Охајо.

## Демографија
По попису из 2010. године број становника је 1.663, што је 468 (39,2%) становника више него 2000. године.
| Група             | 2000.         | 2010.         |
| Белци             | 1.173 (98,2%) | 1.566 (94,2%) |
| Афроамериканци    | 1 (0,1%)      | 14 (0,8%)     |
| Азијати           | 8 (0,7%)      | 23 (1,4%)     |
| Хиспаноамериканци | 5 (0,4%)      | 44 (2,6%)     |
| Укупно            | 1.195         | 1.663         |